# 图册
在数学，特别是在拓扑学中，一个图册（英語：atlas）描述了一个流形如何装备一个微分结构。每一小块由一个卡（英語：chart）给出（也称为坐标卡，或局部坐标系）。以圖冊來定義流形的概念是由夏尔·埃雷斯曼於1943年所提出。

## 卡
在给出图册形式定义之前，我们回忆起流形M上一个卡（区图）定义为从M的一个开集{\displaystyle U}到{\displaystyle \mathbb {R} ^{n}}中开集V的一个同胚映射{\displaystyle \varphi }。

## 图册的定义
那么流形M上一个图册是一族M上的卡{\displaystyle {\mathcal {A}}=\{(U_{\alpha },\varphi _{\alpha })\}}，使得定义域盖住了整个M。

## 转移映射
如果{\displaystyle (U_{\alpha },\varphi _{\alpha })}与{\displaystyle (U_{\beta },\varphi _{\beta })}是M的两个卡使得{\displaystyle U_{\alpha }\cap U_{\beta }}非空，则定义了转移映射（transition map）
{\displaystyle \varphi _{\alpha ,\beta }:\varphi _{\alpha }(U_{\alpha }\cap U_{\beta })\to \varphi _{\beta }(U_{\alpha }\cap U_{\beta })}, {\displaystyle \varphi _{\alpha ,\beta }=\varphi _{\beta }\circ \varphi _{\alpha }^{-1}.}
注意到因为{\displaystyle \varphi _{\alpha }}与{\displaystyle \varphi _{\beta }}都是同胚，转移映射也是同胚。所以，转移映射已经赋予了某种相容性，使得从一个卡上的坐标系变到另一个卡上的坐标系是连续的。
现在，我们说两个有重叠的卡{\displaystyle (U_{\alpha },\varphi _{\alpha })}与{\displaystyle (U_{\beta },\varphi _{\beta })}是光滑协调的如果他们之间的转移映射是从欧几里得空间到自身的无限可微的。
定义了这样概念以后，如果M上一个图册中任意两个有重叠的卡之间的转移映射是光滑协调的，则称这样的图册为光滑图册。
M上两个光滑图册{\displaystyle {\mathcal {A}}}与{\displaystyle {\mathcal {B}}}，如果任意{\displaystyle {\mathcal {A}}}中卡与{\displaystyle {\mathcal {B}}}中所有重叠的卡都是光滑协调的，则称{\displaystyle {\mathcal {A}}}与{\displaystyle {\mathcal {B}}}是光滑协调的。如果这样，则{\displaystyle {\mathcal {A}}\cup {\mathcal {B}}}也是M上一个光滑图册。这给出了一个等价关系，这样我们便可以考虑光滑协调图册等价类，我们称为极大图册。一个流形M与一个极大图册一起称为有一个光滑结构。在高维，拓扑流形可能具有不同的光滑结构。第一个例子是约翰·米尔诺发现的怪球面，一个流形同胚于7维球面但不能微分同胚。
一般地，用流形的极大图册做计算是不实用的，我们只需要选定一个特定的光滑图册。定义从一个流形到另一个流形的光滑映射时需要用到极大图册。
转移映射的可微性条件可以弱化，所以我们可以只要求转移函数为k-次连续可微；或者加强，所以我们要求转移映射为实解析的。相应地，这便给出了流形上的{\displaystyle C^{k}}或解析结构。类似地，我们可以定义复流形要求转移映射为全纯的。